# The Obsidian Conspiracy
The Obsidian Conspiracy es el séptimo y último disco de la banda de metal progresivo Nevermore. Fue lanzado al mercado el 8 de junio de 2010 en Norteamérica por Century Media y a finales de mayo en Europa. El álbum previo, This Godless Endeavor fue lanzado en 2005, haciendo que el intervalo de cinco años con respecto a éste sea el más largo tomado por el grupo entre dos discos. El disco fue acogido en general con buenas críticas. The Obsidian Conspiracy fue el primer álbum del grupo en entrar en las listas de Austria, Bélgica, Reino Unido y el Billboard 200 de Estados Unidos. Como el grupo está en un parón indefinido desde 2011, además de la muerte del vocalista Warrel Dane en 2017, el disco continúa siendo el último grabado por Nevermore hasta ahora.

## Composición y grabación
Nevermore, habiendo escrito 13 nuevos temas, entró al Wichers studio, Carolina del Norte, en agosto de 2009, para grabar el álbum. Van Williams completó su grabación el 17 de agosto en Seattle. Todo el proceso de grabación terminó en octubre
Warrel Dane comentó sobre el proceso de composición: "Estas canciones están llenas de una nueva furia, lirica y musicalmente. Jeff Loomis aparece con unos impresionantes riffs que sin duda llenarán a viejos y nuevos seguidores por igual. Además, creo que la combinación de Peter y Andy resultará en algo muy, muy especial."
Jeff Loomis comentó sobre la composición del álbum: "Creo que este nuevo disco de Nevermore sigue sonando al grupo, pero creo que le he dado a Warrel un poco más de espacio esta ocasión para partes vocales más que el tipo de material complejo al que estamos habituados, así que podemos considerarlo un poco más abierto musicalmente para que él sea capaz de hacer lo que quiera vocalmente en esta ocasión. Así que vamos a ver qué pasa. Será un álbum interesante para nosotros, desde luego."
Jeff Loomis también ha declarado en una entrevista que Peter Wichers tuvo un papel importante en la composición, alentando a Loomis a "cortar lo gordo y crear unas canciones un poco más pegadizas", creando así un sonido simple y menos enrevesado que difiere de los temas complejos de 7-8 minutos que Loomis quería grabar originalmente.

## Historial de lanzamiento
| País           | Fecha               |
| -------------- | ------------------- |
| Australia      | 28 de mayo de 2010  |
| Austria        | 28 de mayo de 2010  |
| Alemania       | 28 de mayo de 2010  |
| Suiza          | 28 de mayo de 2010  |
| Dinamarca      | 31 de mayo de 2010  |
| Francia        | 31 de mayo de 2010  |
| Grecia         | 31 de mayo de 2010  |
| Noruega        | 31 de mayo de 2010  |
| Portugal       | 31 de mayo de 2010  |
| Reino Unido    | 31 de mayo de 2010  |
| Italia         | 1 de junio de 2010  |
| España         | 1 de junio de 2010  |
| Finlandia      | 2 de junio de 2010  |
| Suecia         | 2 de junio de 2010  |
| Brasil         | 6 de junio de 2010  |
| Estados Unidos | 8 de junio de 2010  |
| Japón          | 21 de julio de 2010 |

## Listado de temas
Todas las letras escritas por Warrel Dane, toda la música compuesta por Jeff Loomis. 
| The Obsidian Conspiracy |                                       |          |  |
| N.º                     | Título                                | Duración |  |
| 1.                      | «The Termination Proclamation»        | 3:12     |  |
| 2.                      | «Your Poison Throne»                  | 3:54     |  |
| 3.                      | «Moonrise (Through Mirrors of Death)» | 4:03     |  |
| 4.                      | «And the Maiden Spoke»                | 5:00     |  |
| 5.                      | «Emptiness Unobstructed»              | 4:39     |  |
| 6.                      | «The Blue Marble and the New Soul»    | 4:41     |  |
| 7.                      | «Without Morals»                      | 4:19     |  |
| 8.                      | «The Day You Built the Wall»          | 4:23     |  |
| 9.                      | «She Comes in Colors»                 | 5:34     |  |
| 10.                     | «The Obsidian Conspiracy»             | 5:16     |  |

| Pistas de bono de la Edición Limitada |                                         |          |  |
| N.º                                   | Título                                  | Duración |  |
| 11.                                   | «Temptation» (Versión de The Tea Party) | 3:26     |  |
| 12.                                   | «Crystal Ship» (Versión de The Doors)   | 2:49     |  |
| 13.                                   | «The Purist's Drug»                     | 4:45     |  |

## Posiciones en las listas
| Lista (2010)                  | Mejor posición |
| ----------------------------- | -------------- |
| Lista de álbumes de Austria   | 34             |
| Lista de álbumes de Bélgica   | 87             |
| Lista de álbumes de Holanda   | 69             |
| Lista de álbumes de Finlandia | 35             |
| Lista de álbumes de Francia   | 108            |
| Lista de álbumes de Alemania  | 13             |
| Lista de álbumes de Grecia    | 3              |
| Lista de álbumes de Hungría   | 27             |
| Lista de álbumes de Suecia    | 41             |
| Lista de álbumes de Suiza     | 40             |
| US Billboard 200              | 132            |
| US Rock Albums                | 41             |
| US Independent Albums         | 18             |
| US Hard Rock Albums           | 13             |
| US Tastemakers                | 19             |

## Créditos

### Nevermore
- Warrel Dane - Voces
- Jeff Loomis - Guitarra
- Jim Sheppard - Bajo
- Van Williams - Batería

### Producción
- Peter Wichers - Producción, ingeniería
- Andy Sneap - Mezcla, masterización
- Travis Smith - Arte de portada